# Calperum
Calperum is een geslacht van rechtvleugeligen uit de familie krekels (Gryllidae). De wetenschappelijke naam van dit geslacht is voor het eerst geldig gepubliceerd in 1996 door Rentz & Su.

## Soorten
Het geslacht Calperum  is monotypisch en omvat slechts de volgende soort:
- Calperum ottei (Rentz & Su, 1996)